# Racing Club d’Abidjan
Der Racing Club d’Abidjan, kurz RC Abidjan, ist ein ivorischer Fußballklub mit Sitz in der Stadt Abidjan. Aktuell spielt der Verein in der ersten Liga, der Ligue 1.

## Geschichte
Der Klub wurde im Jahr 2006 unter dem Namen Cissé Institoute auf Initiative von Souleymane Cissé gegründet. Im Jahr 2014 wird die Mannschaft dann gekauft und tritt in der Saison 2013/14 als FC Kokoumbo in der Division 3 an. In der Saison 2015/16 gelang schließlich der Gewinn dieser Liga und damit der Aufstieg in die Ligue 2. Im Jahr 2017 folgte dann auch der Wechsel zum heutigen Namen Racing Club Abidjan. Auch in der Saison 2017/18 gelingt der Gewinn der Ligue 2, womit man erstmals in der Saison 2018/19 in der höchsten Liga des Landes spielte. Ebenfalls im Jahr 2018, unterschreibt der Klub eine Partnerschaft mit dem französischen Klub OGC Nizza. Nach einem starken vierten Platz in der Debüt-Saison, krönt sich das Team in der Spielzeit 2019/20 erstmals zum ivorischen Meister.

## Erfolge
- Ivorischer Meister: 2019/20[7]
- Ivorischer Zweitligameister: 2018
- Ivorischer Drittligameister: 2016

## Stadion

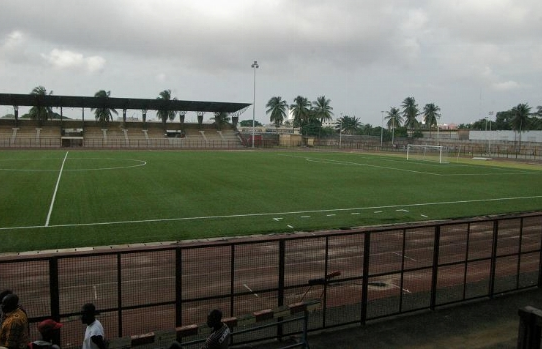
Stade Robert Champroux

Der Verein trägt seine Heimspiele im Stade Robert Champroux in Abidjan aus. Das Stadion hat ein Fassungsvermögen von 20.000 Personen.